# ملعب ستانلي بارك
ستانلي بارك هو اسم افتراضي لملعب كرة قدم تم التخطيط لبناءه في منطقة ستانلي بارك بمدينة ليفربول بانجلترا. الملعب أخذ الموافقة للبدأ بتخطيطه في مطلع عام 2003. وكان مخطط ان يتم افتتاح الملعب في شهر 8 من عام 2012. بسبب القيود المفروضة على توسيع القدرة الإستيعابية للأنفيلد، أعلن ليفربول خطط للانتقال إلى ملعب ستانلي بارك المقترح في مايو 2002. وتم الحصول على الإذن في يوليو 2004،
في سبتمبر 2006، وافق مجلس مدينة ليفربول على منح النادي عقد إيجار للأرض لمدة 999 سنة. وكان من المخطط في البداية ان يتم افتتاح الملعب عام 2006 بسعة تقدر بـ 55.000 مقعد. لكن غيرت الخطط لجعل الملعب يتسع لـ 60.000 مقعد وتوجد خطط أخرى لزيادة السعة لتصل لما يقارب من 73.000 مقعد. ومن المخطط لان يكون الملعب مكون من 4 منصات كما هو المعتاد مع جعل الجمهور أقرب من ميدان الملعب من الملاعب الحالية.
بعد شراء جورج جيليت وتوم هيكس النادي في فبراير 2007، تم إعادة تصميم الملعب المقترح. تمت الموافقة على التصميم الجديد من المجلس في نوفمبر 2007. الملعب كان من المقرر أن يُفتح في أغسطس 2011 وسيتسع لـ60,000 متفرج، مع التعاقد مع شركة HKS, Inc. لبناء الملعب. كما فكر نادي ليفربول في فبراير من عام 2008 بخطة لبناء محطة سكة حديدية بمنطقة ستانلي بارك، وتم التفكير بثلاث مواقع وهي شارع اوتينج، وشارع ستانلي بارك، وشارع باينهورست. توقف بناء الملعب في أغسطس 2008 بسبب فشل جيليت وهيكس في توفير الثلاثمائة مليون باوند المطلوبة للمواصلة. إلى الآن من غير الواضح متى سينتهي العمل بالملعب، إضافة إلى انه لم يتم الاتفاق بعد على تسمية الملعب. حيث توجد اقتراحات بتسميته باسم المنطقة ستانلي بارك أو ان يسمى نيو أنفيلد.